# Hums (Gemeinde Mitterndorf an der Fischa)
Hums ist ein Gutshof in Mitterndorf an der Fischa in Niederösterreich.

## Geographie
Die Einzelsiedlung mit einem halben Dutzend Gebäuden befindet sich an der Straße Mitterndorf/Fischa Nr. 53. Der Gutshof liegt in der Feuchten Ebene des Wiener Beckens zwischen Mitterndorf und Neumitterndorf an einem Nebenast der Pottendorfer Linie. Um ihn erstreckt sich die Polisse, eine ausgedehnte Wiesenlandschaft an der Mündung der Piesting in die Fischa, mit botanisch interessanten und schützenswerten Pflanzengesellschaften wie etwa Pfeifengraswiesen. Als umgebende Orte folgen Neumitterndorf nach etwa 500 Metern im Norden und Mitterndorf an der Fischa nach etwa 1,2 Kilometern im Südwesten.

## Geschichte
Auf einer historischen Landkarte der österreichisch-ungarischen Monarchie aus dem Jahre 1873 war der Ort noch unbesiedelt. Im Jahre 1959 wurde am Ort ein Pferdehof errichtet. Der landwirtschaftliche Betrieb verfügt heute über etwa 50 Hektar und die Stallungen werden zur Pferdehaltung verwendet. Im Mai 2017 fand der Spatenstich für die Errichtung eines Pferde-Therapiezentrums für Kinder mit Behandlungs- und Bewegungsräumen statt.